# National Trust of Guyana
La National Trust of Guyana (N.T.G.) est une administration du Guyana créée à la suite de l'adoption de la loi sur le National Trust en 1972.